# Ford LTD (Северная Америка)
Ford LTD — название автомобиля, которое долго использовалось компанией Форд в Северной Америке. Аббревиатура LTD по одной версии раскрывается как «Luxury Trim Decor» — что приблизительно переводится как «Ограниченно-Роскошная Отделка», и по другой версии — как ограниченная классификация формы кузова для Galaxie. Есть свидетельство, что, по крайней мере в Австралии, это первоначально обозначало «Проект типа Линкольн» («Lincoln Type Design»). Есть также версия в обзоре «Car Life», что на время выпуска первого LTD, данная аббревиатура ничего не обозначала и была только тремя бессмысленными буквами (в статье также отмечено, что использоваться слово «Ограниченный» LimiTeD не могло, так как Chrysler в то время уже использовал и имел авторское право на такое автомобильное обозначение). В США, шильдик LTD ставился на машины с 1965 по 1991 годы.
Обозначение LTD дебютировало самым высоким уровнем отделки салона на автомобиле Ford Galaxie 500, однако собственно моделью стало в 1967 году. Название Galaxie использовалось для более низких уровней декора вплоть до 1974 года. В 1977, название использовалось на двух различных автомобилях: полноразмерный LTD и рестайлинговая версия Ford Torino продавалась как LTD II. Оба предлагались в кузовах купе, седан и универсал. Такая условность продолжалась до тех пор, пока стандартный LTD не был перемещен в платформу Panter в 1979 году. В 1983, LTD был снова разделён на две линейки — полноразмерную LTD Crown Victoria и среднего размера автомобиль, использовавшего базу Fox. Меньший LTD выпускался в кузовах седан и универсал до 1986 года, немного пересекаясь с Ford Taurus, который в 1986 стал его преемником.

## 1965—1968
Линейка была представлена в 1965 автомобилем Galaxie 500 LTD (и первый год был под маркой, как таковой), в ответ на введение Chevrolet марки Caprice и подобной Dodge Monaco и Polara. Эти высококлассные модели имели особенности, которые были только в них самих, но продавались по намного более низким розничным ценам. Стандартными модернизациями на этих автомобилях были мощные окна, мощные водительские места, мощные тормоза, рулевой привод с усилителем, кондиционер, полностью или полу-виниловый верх. В списке иных модернизаций были интерьеры, сделанные из лучших материалов, и более сильные двигатели. Большинство этих моделей обычно изготовлялись седанами.
1968 был переходным годом. Кузов и структура моделей 1965—1967 сохранилась, а 1968 года модель приобрела горизонтальные скрытые фары и более плоско выглядящий стиль крыши. Это была последняя модель с 119" колёсной базой. LTD определился как собственная модель в 1967, в то время как название Galaxie продвигалось в моделях более низкой линии до 1974 года.

## 1969—1972
С 1969 по 1970 LTD расширился решеткой со скрытыми фарами, которую перенесли со спортивного купе Galaxie XL и универсала Country Squire. Продолжилась стилизация концептов представленных в 1968 году, у которых меняется расположение фар, а у модель 1969 года получает более удлиненную базу. Цветовая особенность решетки — горизонтальный разделитель цвета кузова. Модель 1970 года не имеет разделителя решетки.
1971 год стал очень существенным в плане редизайна, во время которого была опущена долгоживущая тема двойных скруглённых или квадратных «реактивных» задних фар, в предпочтение горизонтального вида. Также LTD лишился его отличительных скрытых фар, но приобрёл значок LTD на решетке, аккуратные обводы, и красный отражатель сзади, который сливался с задними фарами в одну группу. В модели 1972 года передний бампер продолжал секцию решетки радиатора, в то время как тыл получил большой хромовый бампер, в котором располагались задние фары.

## 1973—1978
В 1973 году LTD серьёзно изменился. Машина стала намного легче, чем ранние модели, но её вес всё равно превышал две тонны, что сказывалось на управляемости и потреблении топлива, которые были слабыми сторонами машины.
Базовый двигатель был 302 CID V8. Следующим большим двигателем был фордовский 351 CID V8, выбор которого был наиболее очевидным. Наибольшим же двигателем был 400 CID V8, который выдавал отличную мощность, потребляя меньше галлона на 10 миль по городу. В некоторых случаях на 400-х моделях прослеживалась проблема экономии топлива, связанная с коллекторами и топливной системой, разработанными для езды на метаноле, и в целом не подходили к бензину. Кроме того, эти двигатели забивались выбросами, с 400-и двигателями, выдающими большой крутящий момент, с выходной мощностью 160—180 л. с., в зависимости от года. Несмотря на эти сложности, полноразмерные Форды удерживали высокие продажи каждый год за этот период, в силу их высокого комфорта, качественной сборки и разумной стоимости.
Шильдик Galaxie прекратили устанавливать после 1974 года, оставив Custom 500 основным полноразмерным Фордом, в то время как, LTD, LTD Brougham (Брогам), и новый LTD Landau (Ландо) были топовыми сериями 1975 модельного года. Landau шёл со скрытыми фарами и доступными юбками на задний бампер, а также обладал возможностью установки различных пакетов дополнительной роскошной отделки. Brougham в 1977 году понизился в статусе. Обычный универсал LTD получил новые передние фары; универсал LTD Country Squire получил отделку «под дерево», как в прошлые годы, и с 1975-78 имел те же самые скрытые фары, как на Ландо.

## 1977—1979
Когда в 1976 году, Форд решил сократить выпуск модели Torino, решено было использовать успешное имя LTD для его замены. Была добавлена римская «II» после LTD. LTD II был по существу пере стилизованным Torino, и выпускался до 1979 года.

## 1979—1982
Спустя два года после уменьшения размеров кузова главного конкурента Chevrolet Impala, новая модель LTD 1979 года стала более чем на 17 см короче старой версии, и более 8 см короче LTD II. Интерьер оставался столь же просторным, как и в предыдущих версиях, а в целом добавилось больше эффективности. Уменьшенный вес и размер улучшили манёвренность, качество поездки и повысили экономичность, устранив главные недостатки предыдущих моделей. Поначалу, LTD поставлялся с двигателями 302 и 351 CID V8s. Для моделей 1981 и 1982 годов, Ford предложил 255 CID V8.
В Штатах, LTD и LTD Landau были по-прежнему одинаково доступны. В Канаде, Custom 500 оставались основной моделью до 1981 года. В 1980 году была добавлена более дешевая и упрощенная версия LTD S, а LTD Landau начала заменяться моделью LTD Crown Victoria. Автомобили более низкого класса опознавались по одиночным квадратным фарам, в отличие от более престижных со сдвоенными.
Название LTD закрепилось за седаном, основанным на малой базе Fairmont в 1983, и полноразмерные машины стали называться LTD Crown Victoria.

## 1983—1986
Последний семейный седан Форда, созданный на базе Fox, LTD и его двойника Mercury, в основном «смесь» неудачного в 1981-82 годах Ford Granada и Mercury Cougar, и популярного в 1978—1983 годах Ford Fairmont и Mercury Zephyr. Фактически, основные механизмы были идентичны Fairmont’у и автомобиль получил те же надежность и репутацию. LTD и прозвище Маркиз (Marquis) также использовались на полноразмерном седане и универсале, названным LTD Crown Victoria и Grand Marquis соответственно.
Оба унаследовали 2,3-литровые 4-цилиндровые двигатели с Fairmont’a, 3,3-литровые рядные 6-цилиндровые двигатели, а также 5-литровые V8-двигатели. V8 получил инжектор в LTD и Marquis. Унаследованным от Granada был фордовский 3,8-литровый Essex V6, который выдавал плавную работу и хорошую мощность. В США эссексский двигатель получил инжектор в 1984 году; карбюраторный оставался на канадских рынках до 1986 года. В дополнение с 1983 до 1984 года существовал пропановый 4-цилиндровый двигатель, но его выпуск был прекращен из-за плохих продаж и малого количества станций заправки пропаном. Заключительный год для LTD был 1986-й, когда Форд его поддерживал, на смену ему следовала радикально новая модель Ford Taurus. Этот автомобиль был третьим автомобилем среди наиболее продаваемых в Соединенных Штатах 1983-84 годов.
В середине 1984-го модельного года, Форд представил версию LTD LX. Стандартно поставлялся с 5,0-литровым CFI V8 двигателем, 4-скоростной АКПП с овердрайвом, новыми амортизирующими пружинами, 25-сантиметровыми тормозными дисками спереди и сзади, дифференциалом Traction-Lok. LX модели были единственными LTD, с установленным на полу рычагом переключения передач, и тахометром в приборной панели. С середины 1984 по 1985 год были произведены примерно 3260 LX. Версия Mercury была (?) Marquis LTS и была доступна только в Канаде небольшим числом.

## Использование в полиции
Из-за крепкой конструкции кузова полноразмерные автомобили пользовались большой популярностью среди полицейских агентств, причём не только в Северной Америке, но и в зависимых от США странах. Современный Ford Crown Victoria Police Interceptor — хотя и не использует название LTD — является прямым потомком Ford LTD Crown Victoria. Fox-платформа LTD среднего размера также использовалась полицией, но в меньшем количестве.